# Cirrochroa oreta
Cirrochroa oreta är en fjärilsart som beskrevs av Hans Fruhstorfer 1912. Cirrochroa oreta ingår i släktet Cirrochroa och familjen praktfjärilar. Inga underarter finns listade i Catalogue of Life.